# Gift Links
Gift Links (født 2. oktober 1998) er en sydafrikansk professionel fodboldspiller, der spiller som midtbanespiller for AGF i Superligaen. 

## Klubkarriere
Links indledte sin karriere i den sydafrikanske klub Platinum Stars, hvorpå han spillede i den egyptiske klub Pyramids FC, inden han fik en sæson i Cape Town City F.C.

### AGF
Den danske superligaklub AGF hentede Links på en femårig kontrakt, kort inden sommertransfervinduet lukkede i september 2019. Der gik nogen tid, inden han for alvor fik bidt sig fast på førsteholdet, men særligt fra 2022 og frem gjorde han sig bemærket, ikke mindst da han kom til primært at spille wingback frem for egentlig wing, som han var købt som. I sommeren 2024 enedes han med klubben om en forlængelse af kontrakten frem til sommeren 2026. I foråret 2024 scorede Links to mål i de to semifinalekampe mod FC Nordsjælland, der var stærkt medvirkende til at sende AGF i pokalfinalen. Heraf blev målet i første kamp omtalt som et af sæsonens flotteste.

## Landshold
Links har spillet flere kampe for Sydafrikas U/23-landshold, og han debuterede for det sydafrikanske A-landshold i en kamp mod Namibia i juni 2018.